# Blommersia kely
Blommersia kely es una especie de anfibios de la familia Mantellidae.
Es endémica de Madagascar.
Su hábitat natural incluye montanos tropicales o subtropicales secos, sabanas secas, praderas tropicales o subtropicales a gran altitud, pantanos y zonas previamente boscosas ahora muy degradadas.
Está amenazada de extinción por la pérdida de su hábitat natural.